# تاريخ الساعات

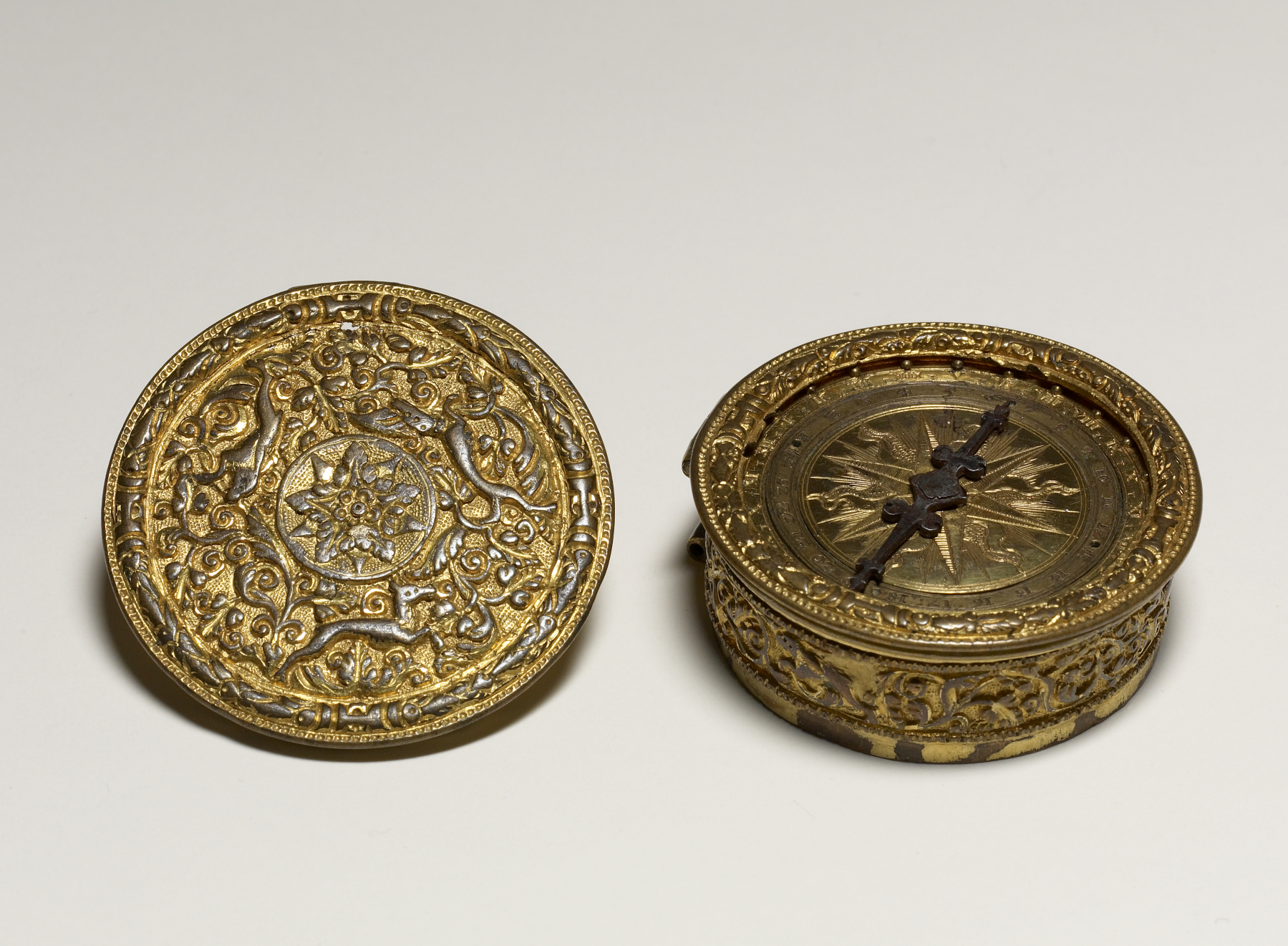
ساعة طبلة محمولة من القرن السادس عشر مزودة بمزولة شمسية. يحتوي قرص الساعة الذي يعمل على مدار 24 ساعة على أرقام رومانية على الشريط الخارجي وأرقام هندوسية عربية على الشريط الداخلي

بدأ تاريخ الساعات في أوروبا في القرن السادس عشر، حيث تطورت الساعات من الساعات المحمولة التي يحركها الزنبرك، والتي ظهرت لأول مرة في القرن الخامس عشر.

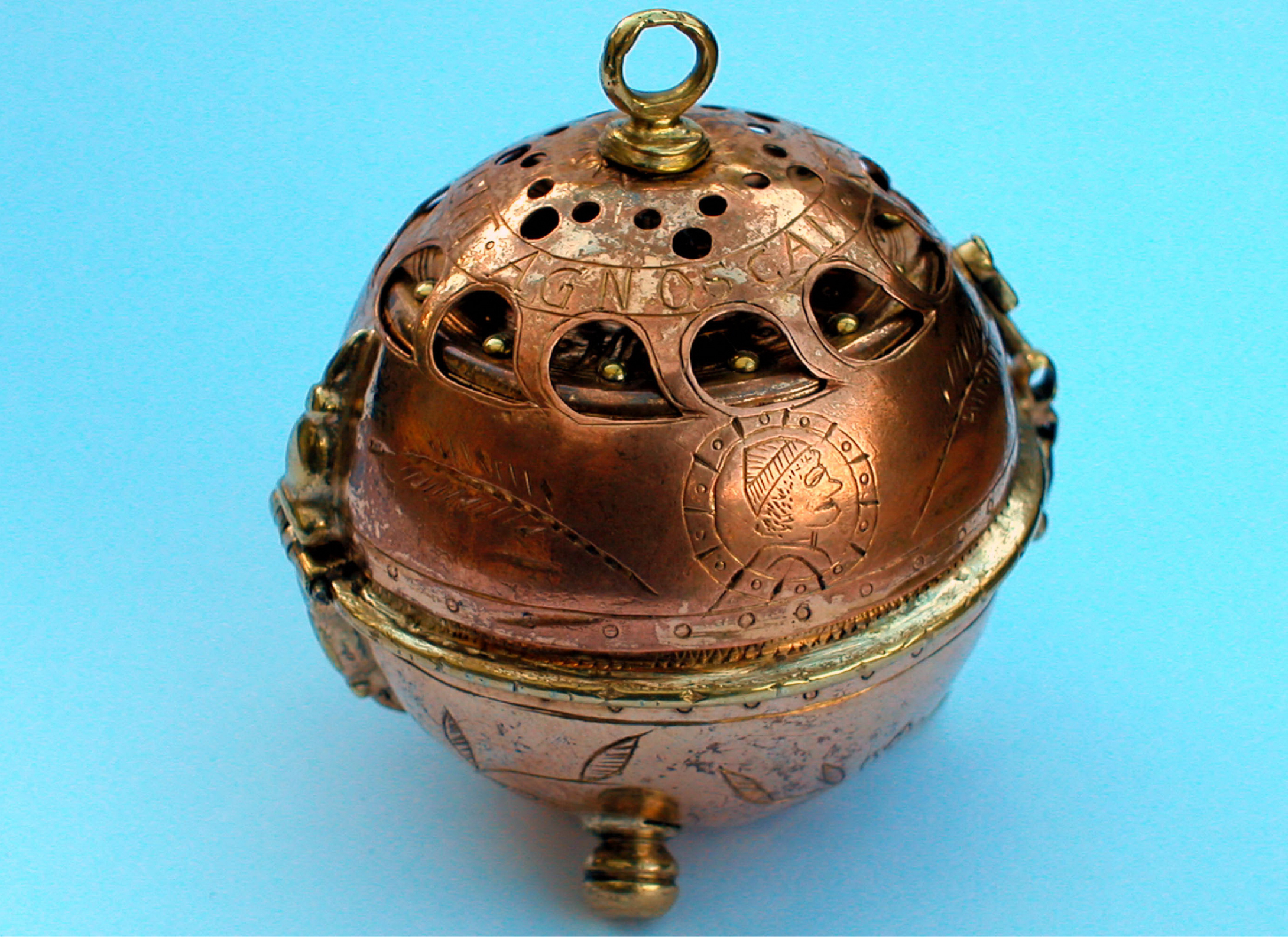
ساعة مبكرة من حوالي عام 1505 يُزعم أنها من صنع بيتر هينلين

صنع المخترعون والمهندسون الساعة وطوروها من القرن السادس عشر إلى منتصف القرن العشرين، وكان جهازًا ميكانيكيًا يعمل بلف نابض رئيسي يدير التروس ثم يحرك العقارب؛ تحافظ على الوقت مع عجلة التوازن الدوارة. في ستينيات القرن الماضي، أثبت اختراع ساعة الكوارتز التي تعمل بالكهرباء وتحتفظ بالوقت مع بلورات الكوارتز الاهتزازية تحولاً جذرياً في صناعة الساعات. خلال الثمانينيات، استحوذت ساعات الكوارتز على السوق طاغية على الساعات الميكانيكية، وهي عملية يشار إليها بـ «أزمة الكوارتز». على الرغم من أن الساعات الميكانيكية بقيت تُباع في نهاية المطاف في سوق الساعات، إلا أن الغالبية العظمى من الساعات اعتبارًا من عام 2020 كانت بها حركات كوارتز.
تشير إحدى الروايات لأصل كلمة «ساعة» إلى أنها جاءت من الكلمة الإنجليزية القديمة ووتشي والتي تعني «الحارس»، لأن حراس المدينة استخدموا الساعات لتتبع نوبات عملهم. تعتقد نظرية أخرى أن المصطلح جاء من بحارة القرن السابع عشر، الذين استخدموا الآليات الجديدة لتوقيت طول ساعاتهم على ظهر السفن (نوبات العمل).
يسجل قاموس أكسفورد الإنجليزي كلمة ساعة بالاقتران مع ساعة منذ عام 1542 على الأقل.

## ساعة على مدار الساعة
كانت ساعة بوماندر من 1530 مملوكة لفيليب ميلانشثون وهي الآن في متحف والترز للفنون، بالتيمور
كانت الساعات الأولى التي ارتُديت وصُنعت في القرن السادس عشر بداية من مدينتي نورمبرغ وأوغسبورغ الألمانيتين، انتقالية في الحجم بين ساعات اليد وساعات الحائط. أصبحت الساعات المحمولة ممكنة باختراع النابض الرئيسي في أوائل القرن الخامس عشر. غالباً ما يُنسب الفضل إلى صانع الساعات في نورمبرغ بيتر هينلين (أو هينلي أو هيلي) (1485-1542) باعتباره مخترع الساعة. كان واحداً من أوائل الألمان الذين صنعوا «ساعات على مدار الساعة»، وهي ساعات مزخرفة تُرتدى كمعلقات، والتي كانت أولى الساعات التي تُرتدى على الجسم. شهرته مبنية على ممر يوهان كوشلاوس عام 1511،
بيتر هيل، كان لا يزال شاباً، أعجب بعمله حتى علماء الرياضيات الأكثر تعلماً. كان يصنع ساعات متعددة العجلات من قطع صغيرة من الحديد، تعمل وتنسق الساعات بدون أوزان لأربعين ساعة، سواء كانت محمولة على الصدر أو في حقيبة اليد
ومع ذلك، كان صانعو الساعات الألمان الآخرون يصنعون ساعات مصغرة خلال هذه الفترة، ولا يوجد دليل على أن هينلين كان الأول.
ثُبتت «ساعات على مدار الساعة» هذه على الملابس أو جرى ارتداؤها على سلسلة حول الرقبة. كانت عبارة عن صناديق نحاسية أسطوانية ثقيلة الشكل يبلغ قطرها عدة بوصات، منقوشة ومزخرفة.  كان لديهم فقط ساعة اليد. لم يكن الوجه مغطى بالزجاج، ولكن كان له عادة غطاء نحاسي مفصلي، غالبًا يكون مثقوبًا زخرفياً بشواية حتى يمكن قراءة الوقت دون فتح. كانت الحركة مصنوعة من الحديد أو الفولاذ ورُبطت معًا بمسامير وأوتاد مدببة، حتى بدأ استخدام البراغي بعد عام 1550. تضمنت العديد من الحركات آليات الضرب أو الإنذار. عادة ما تدق مرتين في اليوم. تطور الشكل لاحقًا إلى شكل دائري؛ سميت لاحقاً ببيض نورمبرج. في وقت لاحق من القرن، كان هناك اتجاه للساعات ذات الأشكال غير العادية، وساعات على مدار الساعة على شكل كتب، وحيوانات، وفواكه، ونجوم، وزهور، وحشرات، وصلبان، وحتى صنعت جماجم (ساعات رأس الموت).
لم تُرتدى ساعات على مدار الساعة المبكرة هذه لمعرفة الوقت. كانت حركاتها ودقتها ضعيفة للغاية، مع أخطاء ربما لعدة ساعات في اليوم، لدرجة أنها كانت عديمة الفائدة عملياً. صُنعت كمجوهرات وروايات للنبلاء، وقُدرت لزخارفها الجميلة، وشكلها غير العادي، أو آليتها المثيرة للاهتمام، وكان ضبط الوقت الدقيق ذا أهمية طفيفة للغاية.

## ساعة الجيب
تغيرت الأساليب في القرن السابع عشر وبدأ الرجال في ارتداء الساعات في الجيوب بدلًا من القلائد (ظلت ساعة المرأة قلادة حتى القرن العشرين). يقال أن هذا حدث في عام 1675 عندما قدم تشارلز الثاني ملك إنجلترا الصدريات. لم تكن هذه مجرد مسألة أزياء أو تحيزًا؛ من المعروف أن الساعات في ذلك الوقت معرضة للقاذورات من التعرض للعوامل الجوية، ولا يمكن إلا أن تبقى آمنة من الأذى إذا حُملت بأمان في الجيب. لتناسب الجيوب، تطور شكلها إلى الشكل النموذجي لساعة الجيب، مستديرة ومسطحة بدون حواف حادة. استخدم الزجاج لتغطية الوجه بداية من عام 1610. بدأ استخدام حلقات الساعات، وهو الاسم الذي نشأ من الكلمة الألمانية فوبي، جيب. لاحقًا في 1800 قدَم الأمير ألبرت، قرين الملكة فيكتوريا، إكسسوار «سلسلة ألبرت»، المصمم لتثبيت ساعة الجيب في الملابس الخارجية للرجل عن طريق مشبك. لُفت الساعة وضُبطت أيضاً بفتح الظهر وتركيب مفتاح لمحور مربع، وتدويرها.
كانت آلية ضبط الوقت في ساعات الجيب المبكرة هذه هي نفسها المستخدمة في الساعات، والتي اخترعت في القرن الثالث عشر؛ ميزان الساعة ذي القضيب على شكل ثقالات حديد مع أوزان في نهايته، للتأرجح ذهابًا وإيابًا. ومع ذلك، قدم النابض الرئيسي مصدر خطأ غير موجود في الساعات التي تعمل بالوزن. القوة التي يوفرها الزنبرك ليست ثابتة، ولكنها تتناقص مع ارتخاء الزنبرك. يتأثر معدل جميع آليات ضبط الوقت بالتغيرات في قوة دفعها، ولكن آلية الحافة البدائية والورقة كانت حساسة بشكل خاص لهذه التغيرات، لذلك تباطأت الساعات المبكرة بفترة تشغيلها مع تدفق النابض الرئيسي. سميت هذه المشكلة بنقص التماثل الزمني، اتصفت بها الساعات الميكانيكية طوال تاريخها.
ركزت الجهود المبذولة لتحسين دقة الساعات قبل عام 1657 على الخروج من منحنى عزم الدوران الحاد للنابض الرئيسي. ظهر جهازان للقيام بذلك في الساعات الأولى على مدار الساعة: المكدس والصمام. أضافت المكدس، وهي كاميرا محملة بنابض على عمود النابض الرئيسي، الكثير من الاحتكاك وجرى التخلي عنها بعد نحو قرن. كانت فكرة الصمام أكثر ديمومة. بكرة مخروطية منحنية مع ملفوف حولها سلسلة متصلة ببرميل النابض الرئيسي، غيرت الرافعة عند فك الزنبرك، معادلة قوة الدفع. أصبحت الصمامات معياراً في جميع الساعات، واستُخدمت حتى أوائل القرن التاسع عشر. استُبدلت الورقية تدريجياً بعجلة التوازن، التي كان لديها لحظة أعلى من القصور الذاتي لحجمها، ما سمح بحفظ الوقت بشكل أفضل.